# Albert Baumgartner (Meteorologe)
Albert Baumgartner (* 13. November 1919 in Feldkirchen bei Rott am Inn; † 6. März 2008 in Grünwald) war ein deutscher Meteorologe, der vor allem auf dem Gebiet der Forstmeteorologie tätig war und wesentlichen Anteil an der Entwicklung der Bioklimatologie hat. Er war der erste Wissenschaftler, der eine Bilanz des Wasserhaushalts der Erde aufstellte.

## Leben
Der Sohn von Simon Baumgartner studierte von 1941 bis 1943 das Fach Meteorologie in Berlin und Wien. Unter den besonderen Bedingungen des Krieges konnte er schon nach sechs Semestern das Diplom erlangen. Von 1943 bis 1946 arbeitete er beim Reichswetterdienst, um danach zum Deutschen Wetterdienst zu wechseln.
In Hessen wirkte er beim Aufbau von Klimastationen mit. Für den Einsatz bei der Organisation des Wetterbeobachtungsdienstes konnte er 3000 ehrenamtliche Helfer gewinnen. Als es im Jahr 1947 zu einer Dürre in Deutschland kam, setzte er sich engagiert für die Einrichtung eines Messnetzes zur Messung der Bodenfeuchte ein, das noch im Jahr 2008 für die Meteorologie der Agrarwirtschaft eine Bedeutung besitzt. Seine Prüfung zum Assessor legte er 1948 ab.
Ein Jahr danach wurde er 1949 Mitglied des Instituts für Meteorologie der Bayerischen Forstlichen Versuchsanstalt in München. Dort konnte er mit seiner Tätigkeit die Aufgaben der Forschung mit der der Forstpraxis verbinden. Besonders widmete er sich den Fragen des Pflanzenanbaus, der Einflüsse des Klimas und des Schutzes der Pflanzen vor Frosteinwirkungen. Eine von ihm entwickelte Formel für die Vorhersage von stufenweisen Warnungen vor der Entstehung eines Waldbrandes wird im Jahr 2008 noch immer angewendet.
Im Jahr 1956 erlangte er die Promotion zum Dr. rer. nat. an der Universität München mit dem Thema Untersuchungen über den Wärme- und Wasserhaushalt eines jungen Waldes als Gasthörer. Diese Arbeit wurde in fünf Sprachen übersetzt und fand damit international eine große Beachtung, weil er bis dahin noch nicht praktizierte neue experimentelle Methoden anwandte. Diese Methodik baute er mit seiner Arbeit zur Habilitation mit dem Titel Energie- und Stoffhaushalt in Pflanzenbeständen, insbesondere im Walde im Jahre 1965 aus. In dieser Arbeit wandte er erstmals in der Erforschung der Umwelt eine Energiebilanz an.
Von 1970 an übernahm Baumgartner die Leitung des Vorstandes des Instituts für Meteorologie der Forstlichen Versuchsanstalt in München. Im Jahr 1972 wurde an der Universität München eine Fakultät für die Forstwissenschaft eingerichtet. Im Zuge einer Neuorganisation übernahm er 1974 den Lehrstuhl für Bioklimatologie und Angewandte Meteorologie an der neuen Forstwissenschaftlichen Fakultät der Universität München. Diese Tätigkeit führte er bis zu seiner Emeritierung 1985 aus.

## Wirken
Albert Baumgartner gilt auch als einer der Begründer der Stationen der Forstökologie, wo ihn besonders das Problem des Austausches des Kohlendioxids und der zugehörigen Messungen beschäftigte. Gerade auf diesem Gebiet, wo das Klima, die Meteorologie, die zugehörigen experimentellen Messungen und die diesbezüglichen Analysen neue Gesichtspunkte der Zusammenhänge bildeten, lagen seine Stärken. Dabei weitete er die Gesichtspunkte der Meteorologie aus und verband das Thema der Hydrologie zuerst im Zusammenhang mit dem Anbau der Pflanzen. Mit seiner Arbeit zur Weltwasserbilanz im Jahr 1975 stellte er erstmals in der Forschung eine Bilanz des Wasserhaushalts der ganzen Welt auf. 1983 konnte er eine Wasserbilanz der Alpen aufzeigen. Schließlich erarbeitete er mit Hans-Jürgen Liebscher das Lehrbuch der Meteorologie, das 1990 veröffentlicht wurde. Von 1980 bis 1986 wurde das Projekt Stadtklima Bayern unter seiner wissenschaftlichen Aufsicht geführt.
Mit den Forschungsarbeiten im Nationalpark Bayerischer Wald konnte er ein wissenschaftlich gestütztes Beobachtungsgebiet aufbauen, das international als vorbildlich galt und auch Nachahmer fand.
Seine Arbeiten zur Erwärmung und zur Sättigung des Gehalts an Wasserdampf der Atemluft führten zu neuen Erkenntnissen zum Zusammenhang mit dem jahreszeitlichen Auftreten der Poliomyelitis. Diese Arbeiten zur Bioklimatologie fanden international eine hohe Anerkennung. Diese neue Ausrichtung der Forschung in der Klimatologie führte dazu, dass aus mindestens neun Ländern Nachwuchswissenschaftler eine Zusatzqualifikation an seinem Lehrstuhl begannen.

## Schriften (Auswahl)
- Meteorologische Untersuchungen bei Frostschutzmassnahmen im Pflanzgarten Grafrath. München 1953.
- Über die Unterschiede in den klimatischen Wuchsbedingungen einer freien und einer birkenüberstellten Wiederaufforderungsfläche. Hamburg 1956.
- mit G. Kleinlein und G. Waldmann: Forstlich-phänologische Beobachtungen und Experimente am Grossen Falkenstein. Hamburg 1956.
- Forstmeteorologie: Stand und Ergebnisse der forstlichen Forschung 1954–1957. 1957.
- Beobachtungswerte und weitere Studien zum Wärme- und Wasserhaushalt eines jungen Waldes. München 1957.
- Klimatologische Abgrenzung forstlicher Standorte im Mittelgebirge. 1964.
- Trends in forest meteorology. Parts I and II, Ottawa 1968.
- mit Martin Paesler und Reiner Strauss: Temperaturmessungen in München, 1781–1968, Monatsmittel, Extremwerte und Anzahl besonderer Tage. München 1972.
- Wald als Umweltfaktor in der Grenzschicht Erde, Atmosphäre. München 1973.
- The World Water Balance: Mean Annual Global, Continental and Maritime Precipitation, Evaporation and Runoff. München 1975.
- mit Georg Gietl: Globalstrahlung in München 1960–1974. München 1975.
- mit Horst Abel und Wilhelm Donle: Energie- und Wasserumsätze bei der Atmung. München 1977.
- Wald und Wasser: Entwicklung und Stand. Hamburg 1979.
- mit Eberhard Reichel und Gerda Weber: Der Wasserhaushalt der Alpen: Niederschlag, Verdunstung, Abfluss und Gletscherspende im Gesamtgebiet der Alpen im Jahresdurchschnitt für die Normalperiode 1931–1960. München 1983.
- Estimation of the radiation and thermal micro-environment from meteorological and plant parameters. München.
- mit Hans-Jürgen Liebscher und  Paul Benecke: Allgemeine Hydrologie, quantitative Hydrologie. Berlin 1996.

## Ehrungen
- 1960: Ehrenmitglied  (Honorable Member) der Wisconsin Phenological Society
- 1985: Ehrendoktorwürde der Universität für Bodenkultur, Wien
- 1994: Ehrenmitglied der Deutschen Gesellschaft zur Förderung der Medizinisch-Meteorologischen Forschung

## Auszeichnungen
- 1979: Goldmedaille der William F. Petersen Foundation
- 1984: Paulaner Forschungspreis
- 1989: Bayerische Umweltmedaille
- 1996: Bundesverdienstkreuz am Bande[3]